# 海野肇
海野 肇（うんの はじめ、1941年10月 - ）は、日本の工学者。長野県出身、名古屋大学大学院工学研究科修士課程修了後、理化学研究所を経て、東京工業大学教授、2005年同大学名誉教授。

## 略歴
1941年10月 長野県諏訪郡川岸村（現・岡谷市）にて出生。

### 学歴
1960年3月 長野県諏訪清陵高等学校卒業。
1964年3月 名古屋大学工学部卒業。
1966年名古屋大学大学院工学研究科修士課程修了。
1975年7月23日 東京工業大学より博士（工学）学位取得

### 職歴
- 1966年4月 - 1976年、理化学研究所研究員。
- 1976年4月より東京工業大学
- (米国)ライス大学 上級研究員(1980-1981)
- 1982年4月 東京工業大学・大学院総合理工学研究科助教授。1986年同大学工学部教授。
- 1990年同大学生命理工学部教授。
- 2000年同大学大学院、生命理工学研究科教授。化学工学会バイオ部会長。
- 2005年同大学名誉教授。

### 委員歴
- 食品膜技術懇談会 顧問 (1989-1997)
- 化学工学会 国際交流部門中国委員会委員長 (1995-1996)
- 化学工学会 国際交流部門中国委員会委員長 (1995-2001)
- 日本生物工学会 評議員 (1996-1997)
- 日本動物細胞培養学会 評議員 (1996-1997)
- 化学工学会 理事 (1999-2001)
- 化学工学会 バイオ部会長 (2000-2002)

## 受賞
- 2002年、2001年優秀論文賞、日本化学工学 学会誌

Outstanding Paper Award of 2001 (Journal of Chemical Engineering of Japan)

## 所属学会
- 食品膜技術懇談会
- 日本生物工学会
- 日本動物細胞培養学会
- 化学工学会

## 著書

### 共著
- 『化学環境概論 (エンジニアリング・サイエンス講座)』明畠高司,海野 肇,一国雅巳,小林孝彰(共著)、共立出版、1988年8月、ISBN 978-4320070578
- 『生物化学工学』中西一弘,白神直弘(共著)、講談社、1992年、ISBN 978-4061397491
- 『「化学の原理を応用するための工学的アプローチ」入門-非専門系のための化学工学基礎』白神直弘共著、信山社出版、1994年、ISBN 978-4882615088
- 『メディカルテクノロジーへの招待』酒井清孝共著、培風館、1995年9月、ISBN 978-4563042837
- 『バイオプロセス工学 - 計測と制御 (講談社サイエンティフィク)』岸本通雅,清水和幸(共著)講談社、1996年、ISBN 978-4061397767
- 『「化学の原理を応用するための工学的アプローチ」入門-副専門系のための化学工学基礎』白神直弘共著 信山社出版、1999年5月、ISBN 978-4797229929
- 『環境生物工学(生物工学系テキストシリーズ)』松村正利,藤江幸一,片山新太,丹治保典共著 講談社 2002年4月2日、ISBN 978-4061398061
- 『グリーンバイオテクノロジー - 持続的社会のための生物工学』岡畑恵雄共著 講談社 2002年5月、ISBN 978-4061543102
- 『新版 生物化学工学 (生物工学系テキストシリーズ)』中西一弘,白神直弘,丹治保典(共著)、講談社、2004年1月9日、ISBN 978-4061398115
- 『「泡」技術―使う、作る、排除する (ケイ・ブックス)』柘植秀樹共著、工業調査会 2004年3月、ISBN 978-4769341789
- 『生物化学工学 第3版 (生物工学系テキストシリーズ)』共著、講談社 2011年9月17日、ISBN 978-4061398313